# Limnophora cinerifulva
Limnophora cinerifulva är en tvåvingeart som beskrevs av Feng 1999. Limnophora cinerifulva ingår i släktet Limnophora och familjen husflugor.
Artens utbredningsområde är Sichuan (Kina). Inga underarter finns listade i Catalogue of Life.